# ظهر المعاقد (كعيدنة)

تعديل مصدري - تعديل

ظهر المعاقد هي إحدى قرى عزلة سواخ بمديرية كعيدنة التابعة لمحافظة حجة، بلغ تعداد سكانها 673 نسمة حسب تعداد اليمن لعام 2004.